# Oligotricha fulvipes
Oligotricha fulvipes är en nattsländeart som först beskrevs av Matsumura 1904.  Oligotricha fulvipes ingår i släktet Oligotricha och familjen broknattsländor. Inga underarter finns listade i Catalogue of Life.